# Altes Rathaus Falkenstein

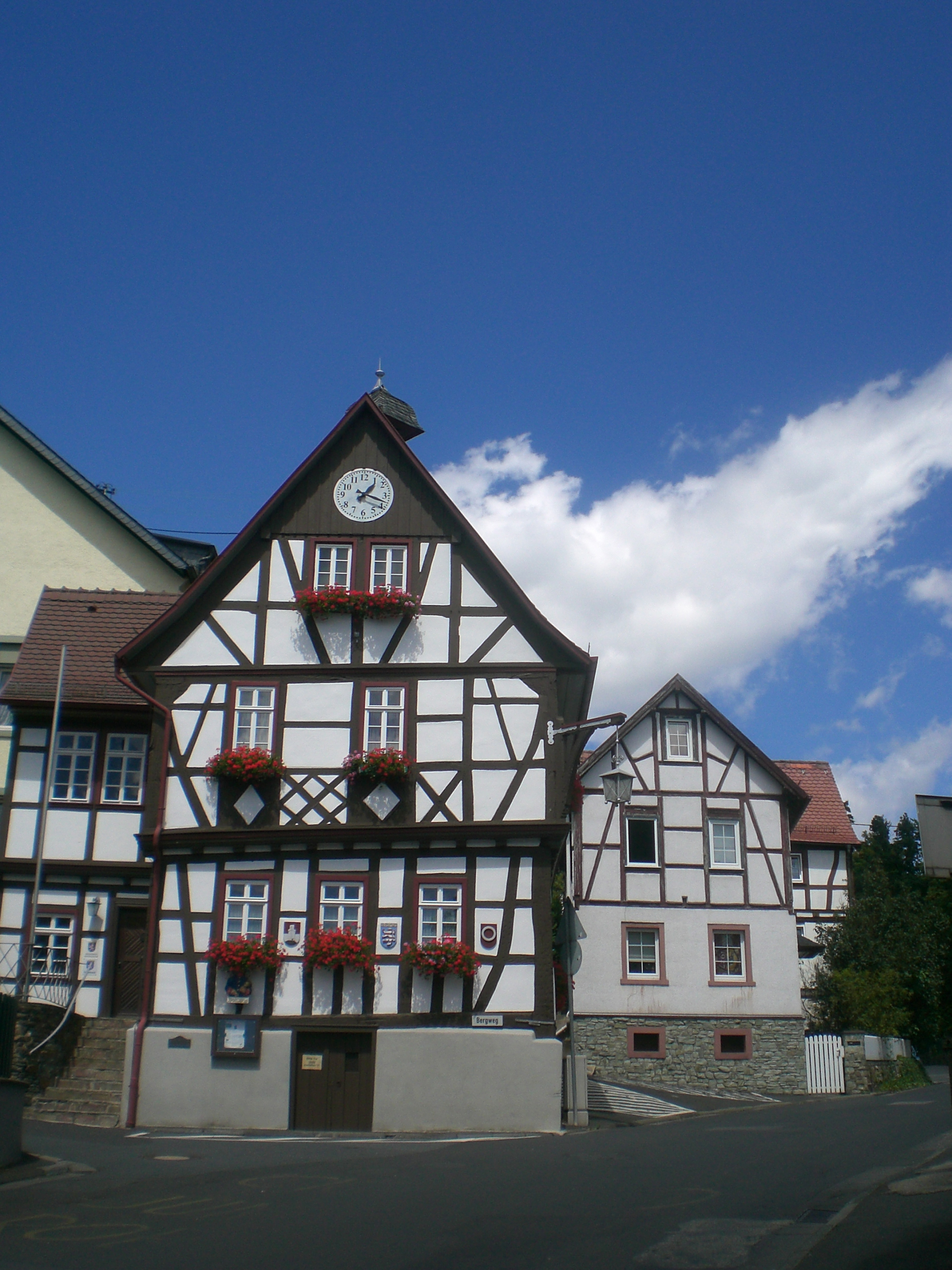
Ehemaliges Rathaus

Das Alte Rathaus in Falkenstein im Taunus war das Rathaus und später auch die Schule des Ortes.
Das Rathaus im Bergweg 2 im Zentrum von Falkenstein wurde um 1650 errichtet. Über dem hohen massiv gemauerten Sockelgeschoss, das die Hanglage abfängt, steht ein Fachwerkgebäude mit Satteldach. Ein Glockenturm mit welscher Haube krönt das Haus. In jedem Geschoss und auf jeder Seite ist das Zierfachwerk unterschiedlich gestaltet. Das Erdgeschoss ist geprägt durch einen auffallend starken Eckständer nach Osten (zur Hauptverkehrsstraße des Ortes hin). Die Eckpfosten des Obergeschosses sind durch Wilde Männer verstärkt. Die Brüstungsgefache im Obergeschoss sind mit Andreaskreuzen und Rautenmotiven dekoriert. In der Mitte des verbretterten Giebelfeldes ist eine weithin sichtbare Uhr angebracht.
Das Gebäude wurde als Rathaus und bis 1778 und wieder ab 1817 als Schule genutzt.